# Дивљи брак
 Дивљи брак је израз којим се означава невенчана, односно, ванбрачна заједница, која је по форми идентична брачној заједници. Закон о браку и породичним односима у многим земљама па тако и у Србији дивљи брак као ванбрачној заједницу или форми невенчане заједнице, у формално-правном погледу  изједначава је са брачном заједницом.

## Синоними
Изрази дивљи брак, невенчана заједнива и ванбрачна заједница користе се у правној терминологији као синоними.  

## Порекло и значење назива
Како у обичајноправном смислу дивљи брак  подразумева заједнички живот жене и мушкарца који нису венчани, и за њих не постоје ни грађански ни црквени брак, ова форма брачне заједнице је и добила назив — дивљи брак 
Поменутим изразом желело се како у обичајноправном тако и у свакодневном жаргону успоставити разлика између венчане и невенчане заједнице. 

## Опште информације
Венчана заједница је у патријархално оријентисаним друштвима дуго представљала једину друштвено признату заједницу мушкарца и жене. Сви остали облици заједничког живота мушкарца и жене нису били друштвено прихваћени и одобравани. 
Изразом дивљи потенцира се и да је у питању заједница која је друштвено неприхваћена. Овакав однос према ванбрачној заједници резултат је и великог утицаја верских заједница на уређивање односа мушкарца и жене.

## Распрострањеност у Србији
Дивљих бракова, који су донедавно били ретка појава, има у свим крајевима Србије и најчешће су били склапани између партнера који су претходно били у венчаној заједници (нпр између удоваца и удовица). 

Данас је у Србији дивљи брак, као форма брачне заједнице заступљена и код оних парова којима је то први брак. 
Невенчана заједница је у Србији слабије заступљена у односу на венчану (било да је у питању грађански или црквени брак) упркос томе што су права партнера у ванбрачној заједници формално-правно изједначена са правима партера у венчаној.

## Значај
Како је Закон о браку и породичним односима у многим земљама па тако и у Србији дивљи брак као ванбрачној заједницу или форми невенчане заједнице, у формално-правном погледу  изједначио са брачном заједницом, термин дивљи брак се све више може примарно употребљавати у фигуративном значењу. 